# IC 4350
IC 4350 ist eine linsenförmige Galaxie vom Hubble-Typ SB0-a im Sternbild Hydra südlich des Himmelsäquators. Sie ist rund 272 Millionen Lichtjahre von der Milchstraße entfernt und hat einen Durchmesser von etwa 135.000 Lichtjahren. 
Entdeckt wurde das Objekt am 21. April 1898 von Lewis Swift.